# سیمون کانوی موریس

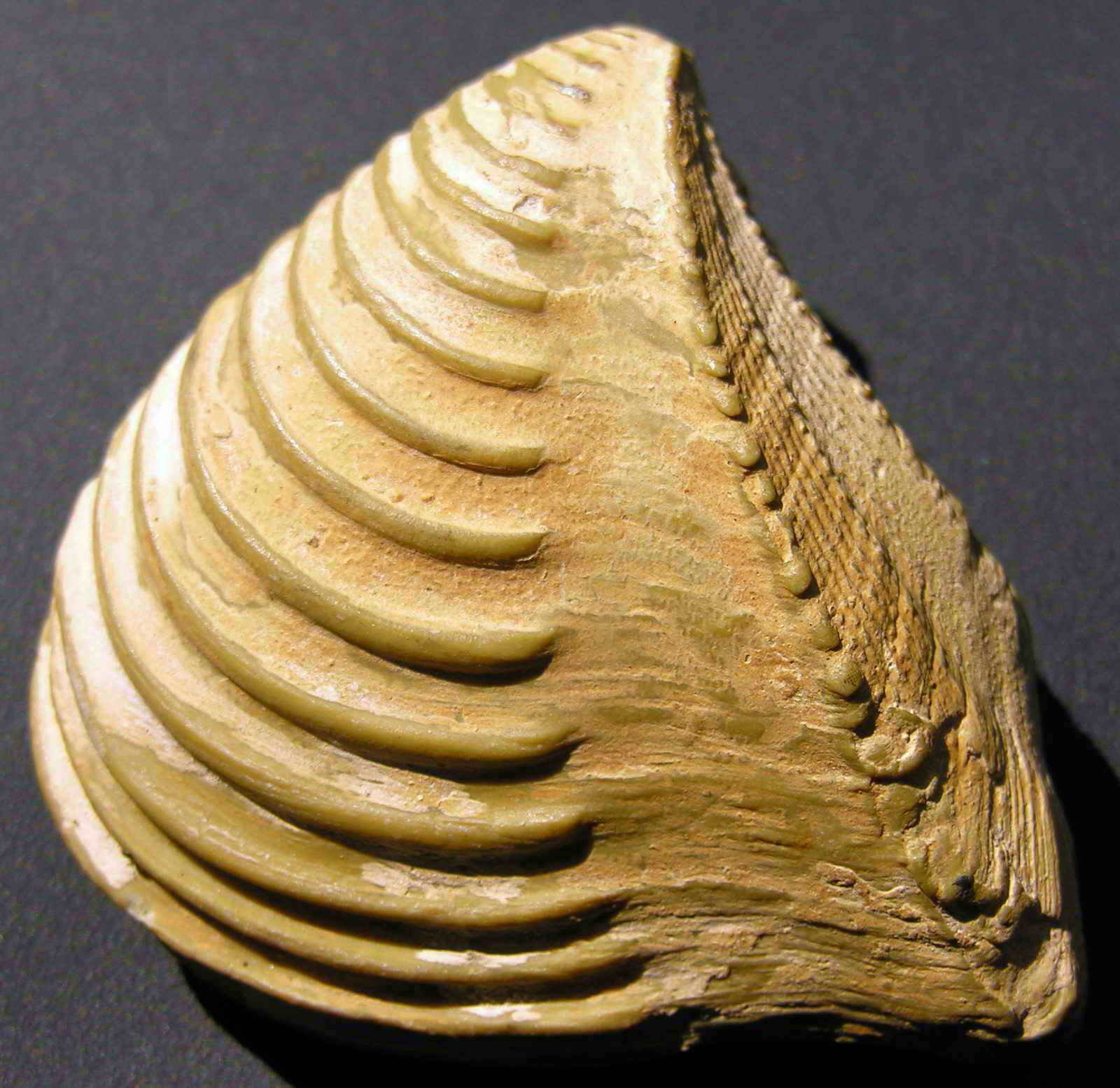
اثر سیمون کانوی موریس

 سیمون کانوی موریس (انگلیسی: Simon Conway Morris؛ زادهٔ ۶ نوامبر ۱۹۵۱) یک دانشمند در زمینه دیرینه‌شناسی است. 